# Dodge Aries
De Dodge Aries was een automodel uit de jaren 1980 van het Amerikaanse automerk Dodge. Het model verving voor modeljaar 1981 de Dodge Aspen als de compacte gezinswagen en tot 1989 werden bijna 1 miljoen exemplaren verkocht. In Mexico werd de Aries verkocht als Dodge Dart K.

## Het model

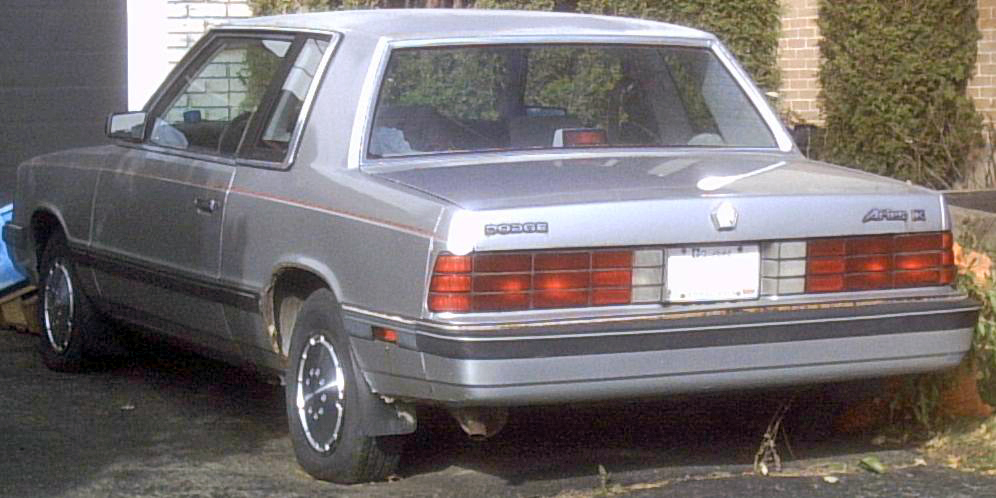
Dodge Aries coupé uit 1985-9.

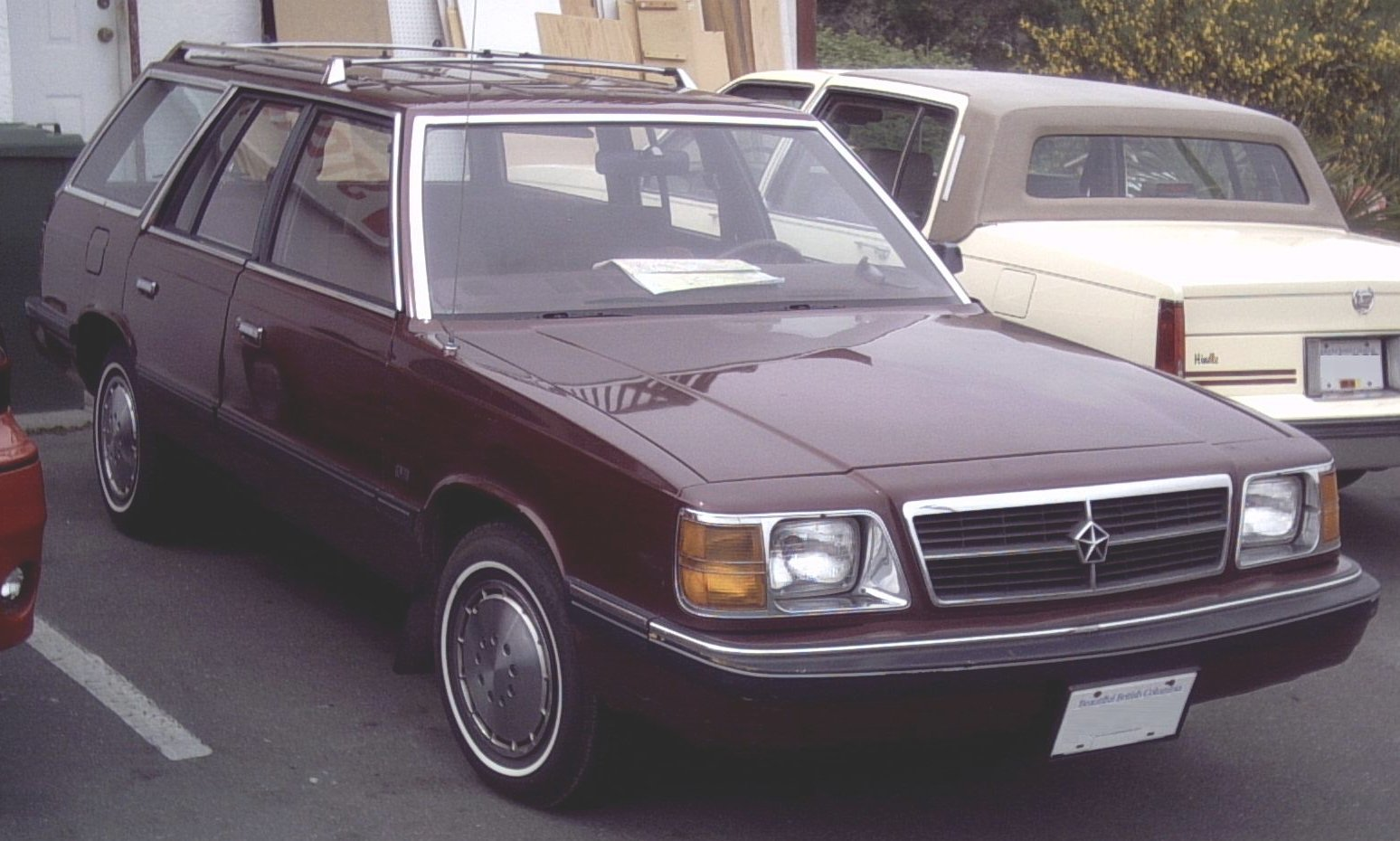
Dodge Aries stationwagen.

De Dodge Aries en de aanverwante Chrysler LeBaron en Plymouth Reliant waren gebouwd op het Chrysler K-platform dat destijds gezien werd als Chryslers enige redmiddel van het faillissement. Het K-platform was een goed ontworpen flexibel platform met voorwielaandrijving en standaard een zuinige 2,2 liter vier-in-lijnmotor. Noodzakelijk in slechte economische tijden. Qua design volgden de zogenaamde K-Cars de trends van toen: een hoekige carrosserie, een lange motorkap, korte koffer en een steile achterruit. Omdat het platform bij het publiek zo bekend was werd erachteraan een "K"-embleem geplaatst. The Aries verscheen als tweedeur coupé en vierdeur sedan en stationwagen. Er waren verder drie uitrustingsniveaus: het basismodel, Custom en SE. De stationwagen was enkel met die twee laatste verkrijgbaar. Naast de standaard 2,2 liter was er ook een optionele 2,6 liter 4-in-lijn van Mitsubishi te vinden onder de motorkap. Die motor had hemisferische cilinderkoppen en daarom kregen Aries uit 1981 die de motor hadden het opschrift HEMI. In 1985 kregen de K-Cars een face-lift die wat afrondingen, grotere achterlichten, brandstofinjectie en een nieuwe 2,5 l vier-in-lijn ter vervanging van de 2,6 bracht. Ook werd de manuele vierversnellingsbak als standaardoverbrenging geschrapt. Ten slotte werd het nieuwe LE-luxemodel toegevoegd. Na 1986 verdween het SE-niveau. In 1988 werd het basisniveau America genoemd en als enige aangeboden. Na dat jaar verdween de Aries ook uit de showrooms. In 1989 was er enkel nog de sedan voor volumekopers. Het model werd opgevolgd door de Dodge Spirit. De laatste Aries werd geassembleerd op 9 december 1989.

## Commercieel

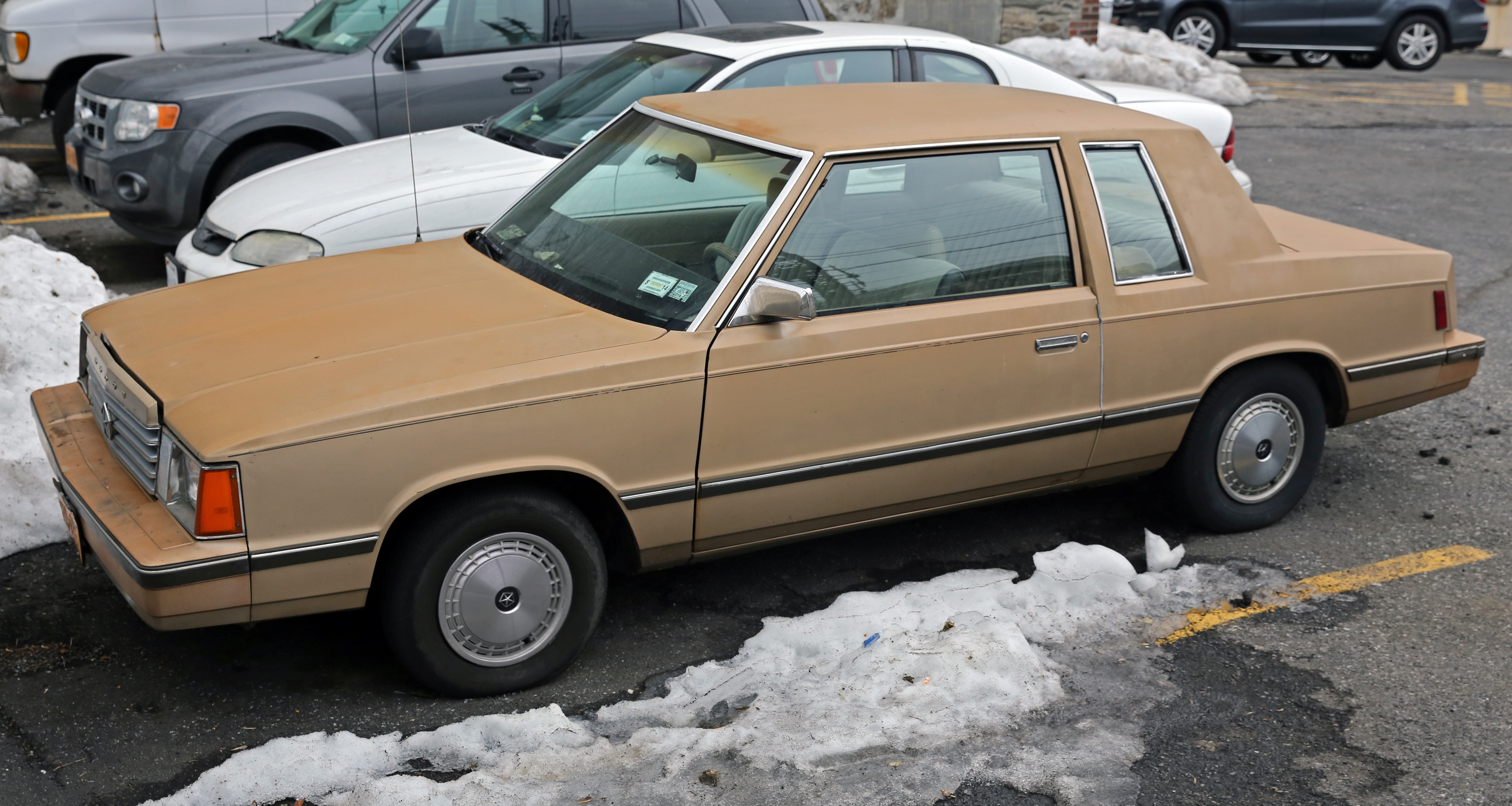
Dodge Aries coupé uit 1983-4.

De eerste advertenties gaven de Aries een basisprijs van 5880 dollar. Als mensen dan in de showroom kwamen vonden ze (veel) duurdere auto's met vele opties en haakten ze af. Daardoor begon de verkoop traag. Chrysler zag die fout al snel in en begon een gestript basismodel te verkopen. Vanaf dan nam de verkoop een hoge vlucht. Met de Aries had Dodge een goedkope, betrouwbare en zuinige auto in de catalogus. Bijna alle modellen van het Chrysler-concern uit de jaren 1980 waren trouwens op het K-platform gebaseerd. En dat bracht succes, want de verkopen ervan redden het concern uiteindelijk van het bankroet. Van de Aries waren eind 1989 ruim 970 duizend stuks gebouwd, of gemiddeld bijna 110 duizend per jaar.

## Productie
- 1981: 155.781
- 1982: 104.663
- 1983: 112.539
- 1984: 120.032
- 1985: 117.975

- 1986: 97.368
- 1987: 99.299
- 1988: 111.363
- 1989: 53.196
- Totaal: 972.216